# Dayah Teubeng
Dayah Teubeng is een bestuurslaag in het regentschap Pidie van de provincie Atjeh, Indonesië. Dayah Teubeng telt 574 inwoners (volkstelling 2010).